# 20th Avenue (BMT West End Line)
La station 20th Avenue est une station de métro locale de la BMT West End Line du métro de New York, située à Brooklyn à l'intersection de la 20th Avenue et de 86th Street dans le quartier de Bensonhurst à Brooklyn. Cette gare est desservie par le train D en tout temps.

## Histoire
La station a été ouverte le 29 juillet 1916, lors de l'extension de la BMT West End Line vers 25th Avenue.
Les quais ont été agrandis dans les années 1950 pour accueillir les nouveaux trains de la division B de 615 pieds (187 mètres).
En 2012, la station a été rénovée dans le cadre de l'American Recovery and Reinvestment Act de 2009.

## Agencement de la station
| Niveau de la plateforme | Quai latéral        | Quai latéral                                                                |
| Niveau de la plateforme | Quai direction nord | ← vers Norwood-205th Street                                                 |
| Niveau de la plateforme | Express             | → Pas de service régulier                                                   |
| Niveau de la plateforme | Quai direction sud  | vers Coney Island-Stilwell Avenue→                                          |
| Niveau de la plateforme | Quai latéral        |                                                                             |
| Mezzanine               | Mezzanine           | Vers les entrées et sorties, agent de station et machines MetroCard et OMNY |
| Rez-de-chaussée         | Niveau de la rue    | Entrée/sortie                                                               |

Cette station possède deux quais latéraux et trois voies. La voie centrale n'est pas utilisée pour le service régulier.
L'œuvre d’art présente dans la station est Kaleidoscope d'Odili Donald Odita. Il est composé de fenêtres en verre feuilleté abstraites sur les pare-brise des quais, inspirées des souvenirs visuels d'Odita du quartier de Bensonhurst.